# 阿尔法诺
阿尔法诺（義大利語：Alfano），是意大利萨莱诺省的一个市镇。总面积4平方公里，人口1125人，人口密度281.3人/平方公里（2009年）。ISTAT代码为065004。